# Bjørn Bergvall
Bjørn Bergvall (ur. 13 lutego 1939 w Oslo) – norweski żeglarz sportowy. Złoty medalista olimpijski z Rzymu.
Zawody w 1960 były jego jedynymi igrzyskami olimpijskimi. W klasie Latający Holender, partnerował mu Peder Lunde.